# Harpagobaetis guliosus
Harpagobaetis guliosus is een haft uit de familie Baetidae. De wetenschappelijke naam van de soort is voor het eerst geldig gepubliceerd in 1986 door Mol.
De soort komt voor in het Neotropisch gebied.